# Spilarctia borneensis
Spilarctia borneensis là một loài bướm đêm thuộc phân họ Arctiinae, họ Erebidae.